# 三角槭
三角槭（学名：Acer buergerianum）为无患子科槭属的植物。别名三角枫。

## 形态
落叶乔木，高可达10米。树皮黄褐色或灰褐色，裂成长条片脱落。幼树的叶三深裂，老树及短枝的叶三浅裂，单叶对生，叶片椭圆形、长卵形或倒卵形，全缘或上部疏生浅齿，三出脉，老叶无毛，背面有白粉。黄绿色花，4月与叶同时开放，伞房花序顶生。双翅果，黄褐色，两翅近于平行或成锐角，果核隆起，8～9月成熟。

## 分布
分布于日本以及中国大陆的湖北、山东、广东、浙江、河南、湖南、江苏、贵州、安徽、江西等地，生长于海拔300米至1,000米的地区，常生长在阔叶林中，目前可見人工栽培為行道樹、盆景以及綠化樹種等等。

## 變種
- 台湾三角槭 Acer buergerianum var. formosanum (Hayata ex Koidz.) Sasaki
- 平翅三角槭 Acer buergerianum var. horizontale F.P.Metcalf
- 九江三角枫 Acer buergerianum var. jiujiangense Z. X. Yu
- 界山三角槭 Acer buergerianum var. kaiscianense (Pamp.) Fang
- 宁波三角槭 Acer buergerianum var. ningpoense (Hance) Rehd.
- 雁荡三角槭 Acer buergerianum var. yentangense Fang et Fang f.